# Alopecosa madigani
Alopecosa madigani là một loài nhện trong họ Lycosidae.
Loài này thuộc chi Alopecosa. Alopecosa madigani được Vernon Victor Hickman miêu tả năm 1944.